# Kotar
Kotar è una suddivisione dell'India, classificata come nagar panchayat, di 6.863 abitanti, situata nel distretto di Satna, nello stato federato del Madhya Pradesh. In base al numero di abitanti la città rientra nella classe V (da 5.000 a 9.999 persone).

## Geografia fisica
La città è situata a 24° 43' 0 N e 80° 58' 60 E e ha un'altitudine di 297 m s.l.m..

## Società

### Evoluzione demografica
Al censimento del 2001 la popolazione di Kotar assommava a 6.863 persone, delle quali 3.488 maschi e 3.375 femmine. I bambini di età inferiore o uguale ai sei anni assommavano a 1.260, dei quali 607 maschi e 653 femmine. Infine, coloro che erano in grado di saper almeno leggere e scrivere erano 3.633, dei quali 2.289 maschi e 1.344 femmine.